# سوسک طلایی
سوسک طلایی که به‌طور عامیانه در انگلیسی حشره ماه می, یا سوسک ماه می, نیز شناخته می‌شود، نامی عمومی است که به تمام سوسک‌های اروپایی از سرده ملولونتا از خانواده سرگین‌چرخانان گفته می‌شود. این حشره سنگین‌وزن و پَردار، بیشتر زندگی خود را به عنوان نوزاد حشره زیرزمینی که از ریشه درختان تغذیه می‌کند، می‌گذراند. بعد از ۲ تا ۳ سال بالغ شده و به سطح زمین می‌آید.
این حشره سالیان طولانی یکی در اروپا به‌طور فراوان حضور داشت و در سال‌های دوره پروازهای جمعی آفت کشاورزی مهمی به حساب می‌آمد. در اواسط قرن بیستم در اثر مصرف حشره‌کش‌ها به مرز ریشه‌کن شدن رسید و در برخی مناطق حتی به‌طور کامل از میان رفت. از سال‌های بعد از ۱۹۸۰ و وضع قوانین محیط زیستی در مورد استفاده از حشره‌کش‌ها، تعداد این حشره دوباره رو به افزایش گذاشت.

## طبقه‌بندی
سه گونه از سوسک طلایی اروپایی وجود دارند:
- سوسک طلایی عادی (Melolontha melolontha)
- سوسک طلایی جنگلی (Melolontha hippocastani)
- سوسک طلایی بزرگ (Melolontha pectoralis) که نسبت به دو گونه دیگر کمتر یافت می‌شود.